# زاكوريسكا فايوكسيستا
زاكوريسكا فايوكسيستا (بالإنجليزية: Zacorisca phaeoxesta)‏,هي نوع من العث من فصيلة الفراشيات الفتالة. توجد في غينيا الجديدة.

## الصفات
يبلغ طول جناحيها 30-34 ملم. الأجنحة الأمامية رمادية بنية أو رمادية صفراء أو بنية صفراء مع علامة زرقاء داكنة قصيرة على قاعدة الظهر وخط عريض أصفر مائل للبياض أو أبيض مائل للصفرة على الضلع. الأجنحة الخلفية رمادية بنية داكنة، لكنها أكثر بنيًا في الخلف.